# Kurt Moldovan
Kurt Moldovan (* 22. Juni 1918 in Wien; † 16. September 1977 ebenda) war ein österreichischer Maler und Grafiker.

## Leben
Moldovan erlernte den Beruf des Feinmechanikers, entschied sich aber im Alter von 20 Jahren für eine künstlerische Laufbahn und begann ein Studium der Gebrauchs- und Illustrationsgraphik an der Wiener Kunstgewerbeschule (heute Universität für angewandte Kunst). 1940 bis 1945 diente er als Soldat an der Ostfront. 1945 schrieb er sich an der Wiener Akademie der bildenden Künste in der Meisterklasse von Sergius Pauser ein und besuchte den Abendakt bei Herbert Boeckl. Bekannt wurde er auch für seine Veduten- und Landschaftsmalerei in Aquarelltechnik.

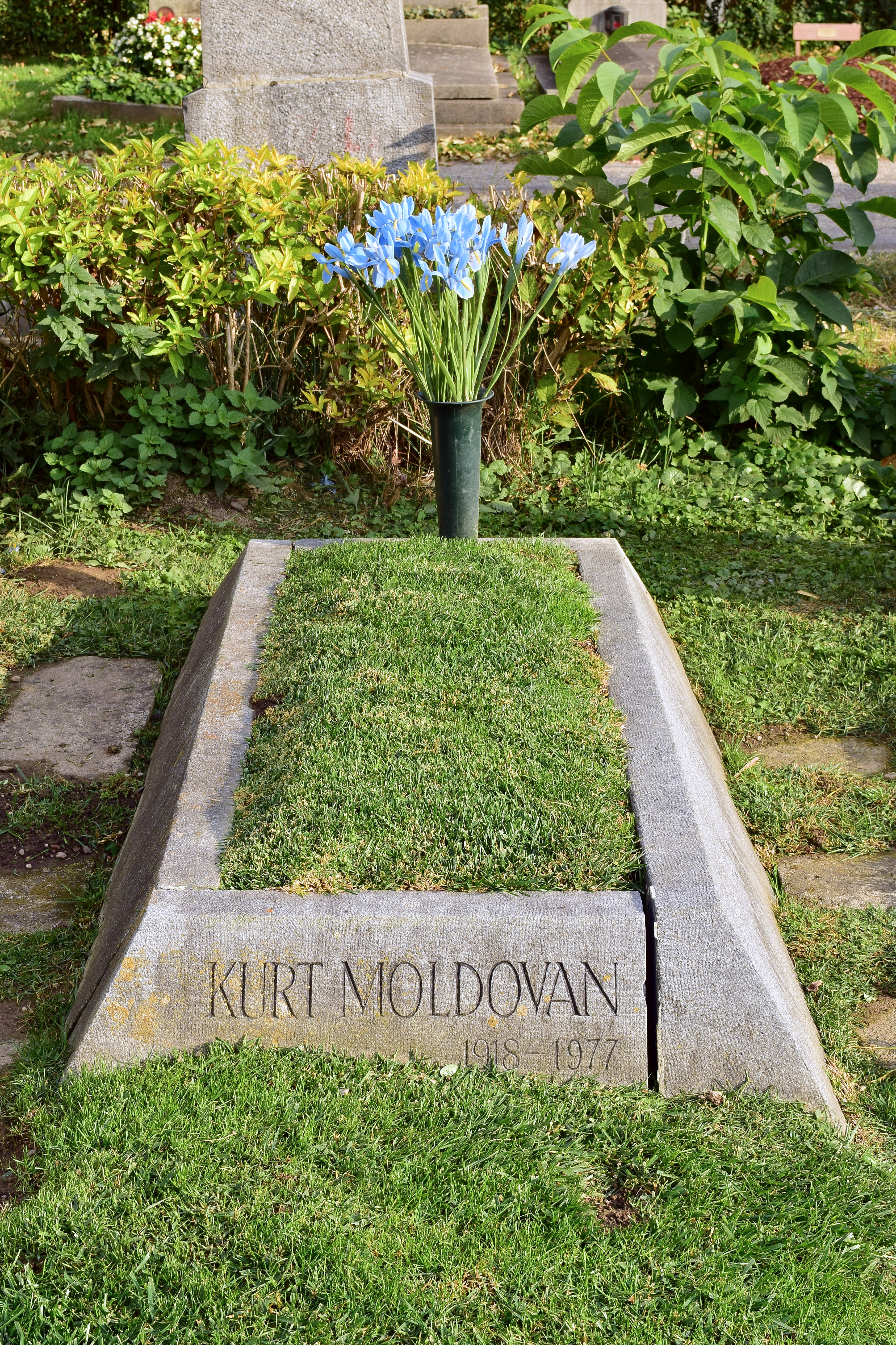
Ehrengrab auf dem Wiener Zentralfriedhof

Moldovan war Gründungsmitglied der österreichischen Sektion des Art-Club. 1949 erhielt er den Preis der Gesellschaft zur Förderung moderner Kunst, die Albertina und Monsignore Otto Mauer kauften Werke an. Moldovan nahm teil an den Biennalen Venedig (1950) und São Paulo (1954). Im Österreich-Pavillon der Weltausstellung in Brüssel 1958 wurden Werke Moldovans gezeigt.
Moldovan wurde in einem Ehrengrab auf dem Wiener Zentralfriedhof bestattet (Gruppe 40, Nr. 52).

## Preise und Auszeichnungen
1968 erhielt er den Großen Österreichischen Staatspreis für Bildende Kunst; 1970 wurde er Mitglied des Österreichischen Kunstsenats.

## Veröffentlichungen
- 1956: Einführung zu Marc Chagall. Arabische Nächte, 26 Lithographien zu 1001 Nacht. Piper-Bücherei, Piper Verlag, München.